# Skogsbränderna i Kalifornien 2018
I Kalifornien har det under 2018 varit över 7 000 skogsbränder som täckt en area av över 6 000 kvadratkilometer. De mest omtalade skogsbränderna var den så kallade Camp Fire i norra Kalifornien som bland annat ödelade staden Paradise, och den så kallade Woolsey Fire nära Los Angeles i södra Kalifornien. Båda startade 8 november och sammanlagt har 86 människor bekräftats döda.

## Camp Fire
Skogsbranden Camp Fire i norra Kalifornien är den dödligaste och mest destruktiva skogsbranden i Kaliforniens historia. Myndigheterna har beordrat evakuering av flera städer. Många av invånarna i Paradise och Concow hann inte lämna städerna innan elden nådde fram. Hittills (22 nov 2018) har branden krävt 83 dödsoffer, men över 500 personer saknas fortfarande. Till slut krävdes 85 dödsoffer och branden förstörde över 18 000 byggnader. Branden omfattar 600 kvadratkilometer och orsakades av ett stort elbolag.